# Tchadamarant
Tchadamarant (Lagonosticta umbrinodorsalis) är en fågel i familjen astrilder inom ordningen tättingar.

## Utseende och läte
Tchadamaranten är en liten brun- och rödaktig astrild med blågrå näbb. Huvudet är mestadels grått och under stjärten är den svart. Utmed skuldran syns en rad vita fläckar. Arten är mycket lik mörkröd amarant, men skiljs på utbredningsområde och levnadsmiljö (se nedan). Den är även lik svartbukig amarant, men har mindre svart på buken och hanarna har en grå fläck på huvudet. Bland lätena hörs mjukt visslande "teew" samt "tep" och "pit-pit-pit". Sången består av en serie identiska visslade toner.

## Utbredning och systematik
Fågeln förekommer i torra gräsmarker i södra Tchad och angränsande norra Kamerun. Den behandlas som monotypisk, det vill säga att den inte delas in i några underarter.

## Levnadssätt
Tchadamaranten hittas i torra och klippiga miljöer med gräs och buskar. Den ses vanligen i par eller smågrupper.

## Status
Arten har ett stort utbredningsområde och beståndet anses vara stabilt. Internationella naturvårdsunionen IUCN listar den därför som livskraftig (LC).